# India International 2006
Die India International 2006 im Badminton fanden vom 14. bis zum 17. November 2006 statt.

## Sieger und Platzierte
| Disziplin    | Gold                          | Silber                       | Bronze                               |
| ------------ | ----------------------------- | ---------------------------- | ------------------------------------ |
| Herreneinzel | Lee Cheol-ho                  | Nikhil Kanetkar              | Anand Pawar                          |
| Herreneinzel | Lee Cheol-ho                  | Nikhil Kanetkar              | Jung Hoon-min                        |
| Dameneinzel  | Saina Nehwal                  | Jang Soo-young               | Kim Moon-hi                          |
| Dameneinzel  | Saina Nehwal                  | Jang Soo-young               | Jung Kyung-eun                       |
| Herrendoppel | Rupesh Kumar Sanave Thomas    | Chan Peng Soon Chang Hun Pin | Razif Abdul Latif Khoo Chung Chiat   |
| Herrendoppel | Rupesh Kumar Sanave Thomas    | Chan Peng Soon Chang Hun Pin | Valiyaveetil Diju J. B. S. Vidyadhar |
| Damendoppel  | Jung Youn-kyung Kim Min-jung  | Jwala Gutta Shruti Kurien    | Sun In-jang Hong Soo-jung            |
| Damendoppel  | Jung Youn-kyung Kim Min-jung  | Jwala Gutta Shruti Kurien    | Jung Kyung-eun Yoo Hyun-young        |
| Mixed        | Jung Hoon-min Jung Youn-kyung | Kim Young-sun Sun In-jang    | Chan Peng Soon Haw Chiou Hwee        |
| Mixed        | Jung Hoon-min Jung Youn-kyung | Kim Young-sun Sun In-jang    | Sanave Thomas Aparna Balan           |